# Mapsidius
Mapsidius là một chi gelechioid moths, hầu như được đặt vào họ bướm hoa, đôi khu bao gồm trong siêu họ Xyloryctidae, hay cùng với các loài sáp nhập vào Oecophoridae. Chi này chỉ hiện diện ở đảo Hawaii.

## Các loài
- Mapsidius auspicata Walsingham, 1907
- Mapsidius charpentierii Swezey, 1932
- Mapsidius chenopodii Swezey, 1947
- Mapsidius iridescens Walsingham, 1907
- Mapsidius quadridentata Walsingham, 1907